# Paško Fabris
Paško Fabris (Split, 1884. – Split 3. veljače 1936.),  jedan od jedanaest igraća Hajdukove B momčadi koja je odigrala 16. travnja 1911. prvu Hajdukovu trening utakmicu protiv A momčadi i izgubila je s 13:2.
Paško Fabris uz onu trening, odigrao je još dvije utakmice 1910tih godina i više se nikad neće vratiti na teren, a ime mu je ostalo zapisano uz sva ostala koji su prvi zaigrali nogomet u Splitu.
Otac je Ive Fabrisa, nekadašnjeg veslača u Gusaru.